# با زبان بی‌زبانی
با زبان بی‌زبانی نام یک مجموعهٔ تلویزیونی به کارگردانی جواد انصافی است که طی سال‌های ۱۳۶۵-۱۳۶۴ تولید و از شبکه ۱ پخش گردید. کارگردان این مجموعه تلویزیونی در مصاحبه‌ای با روزنامه خراسان، مدعی گردید که در این مجموعه تلویزیونی ۵۲ قسمتی، برای اولین بار در یک مجموعۀ تلویزیونی، از تروکاژ (حقه‌های سینمایی) استفاده شده است.

## خلاصه داستان
این مجموعهٔ نمایشی کمدی، جنبه‌های گوناگون رفتارشناسی اجتماعی را به تصویر می‌کشید و هر بخش آن، با طرح مسئله‌ای پند آموز و اخلاقی در قالب طنز، به پایان می‌رسید.